# Tom Reuveny
Tom Reuveny (hebräisch תום ראובני; * 12. Juni 2000 in Ramat Gan) ist ein israelischer Windsurfer und Olympiasieger. Bei den Olympischen Sommerspielen 2024 in Paris gewann er die Goldmedaille mit dem iQFoiL.

## Sportliche Laufbahn
Der Sohn einer britischen Computerexpertin und eines israelischen Krankengymnasten hat mit acht Jahren mit dem Surfen in Irland angefangen. Im Alter von zehn Jahren kehrte die Familie nach Israel zurück, wo Tom Reuveny das Windsurfen für sich entdeckte. Bei der Jugendweltmeisterschaft 2016 in Limassol (Zypern) gewann er Bronze mit dem RS:X. Im darauffolgenden Jahr siegte er bei den RS:X Youth World Championships auf dem Gardasee vor Torbole und wurde Jugendweltmeister 2017. Bei den U21-Weltmeisterschaften 2019 in Torbole sowie 2020 im australischen Sorrento holte er jeweils den Titel.
2022 konnte Tom Reuveny bei der im französischen Brest ausgetragenen Weltmeisterschaft im iQFoiL – der neuen olympischen Windsurfklasse – einen vierten Platz erringen. Im Jahr 2023 gewann er eine Bronzemedaille bei einem Wettbewerb im Rahmen der Segelweltmeisterschaft 2023, dem Princess Cup, im spanischen Palma. Bei den Weltmeisterschaften 2024 vor Lanzarote belegte er den achten Platz und wurde kurz darauf vom Exekutivkomitee der Israel Sailing Association für das Windsurfen bei den Olympischen Spielen 2024 in Paris nominiert. Dort erreichte er bei den in der Bucht von Marseille ausgetragenen Rennen das Finale und gewann das Medaillenrennen vor dem Australier Grae Morris und Luuc van Opzeeland aus den Niederlanden und wurde Olympiasieger.
Bei der Schlussfeier der Olympischen Sommerspiele 2024 in Paris war Tom Reuveny Fahnenträger für Israel.
Tom Reuveny wird von Gal Fridman trainiert, der bei den Olympischen Sommerspielen 2004 die erste olympische Goldmedaille in der Geschichte Israels gewann. Gegenüber den Ausrichtern von Olympia 2024 gab Tom Reuveny den Niederländer Dorian van Rijsselberghe als sein Vorbild an.